# 释新成
释新成（1919年2月20日—2021年4月4日），俗名林成，男，广东揭西人，中国佛教僧人，曾任广东省佛教协会会长，中国佛教协会常务理事。